# Napalm Death
Napalm Death là một ban nhạc grindcore thành lập ở Meriden, West Midlands, Anh, năm 1981. Thành viên hiện nay gồm vocal Mark "Barney" Greenway, tay bass Shane Embury, tay guitar Mitch Harris và tay trống Danny Herrera, không còn thành viên nào có mặt trong đội hình gốc của ban nhạc.
Napalm Death thường được xem là ban nhạc đã đặt nền móng cho grindcore, với phần nhạc rất ồn, tiếng guitar bóp méo nặng, guitar chỉnh down-tune, overdrive bass, nhịp độ cực nhanh, blast beat, và phần giọng từ growl (gầm gừ), tới giọng rít cao, bài hát cực ngắn. Album đầu tay của ban nhạc, Scum, phát hành năm 1987 bởi Earache Records, có sức ảnh hưởng lớn đến giới metal toàn cầu. Theo sách kỷ lục Guinness, "You Suffer" là bài hát ngắn nhất thế giới, chỉ dài 1,316 giây.

## Đĩa nhạc
- Scum (1987)
- From Enslavement to Obliteration (1988)
- Harmony Corruption (1990)
- Utopia Banished (1992)
- Fear, Emptiness, Despair (1994)
- Diatribes (1996)
- Inside the Torn Apart (1997)
- Words from the Exit Wound (1998)
- Enemy of the Music Business (2000)
- Order of the Leech (2002)
- Leaders Not Followers: Part 2 (2004)
- The Code Is Red...Long Live the Code (2005)
- Smear Campaign (2006)
- Time Waits for No Slave (2009)
- Utilitarian (2012)
- Apex Predator – Easy Meat (2015)
- Throes of Joy in the Jaws of Defeatism (2020)

## Thành viên
| - Shane Embury – bass (1987–nay) - Mark "Barney" Greenway – vocal (1989–1996, 1997–nay) - Mitch Harris – guitar (1990–nay) - Danny Herrera – trống (1991–nay) - Erik Burke – guitar (2015–nay) | - John Cooke - guitar (2014–2015) - Nicholas "Nik Napalm" Bullen – vocal, bass (1981–1986) - Miles "Rat" Ratledge – trống(1981–1985) - Simon "Si O" Oppenheimer – guitar (1981–1982) - Graham "Grayhard" Robertson – guitar, bass (1982–1985) - Daryl "Daz F" Fedeski – guitar (1982) - Finbar "Fin" Quinn – bass (1983–1984) - Marian Williams – vocal (1984) - Damien Errington – guitar (1985) - Justin Broadrick – guitar (1985–1986) - Peter "P-Nut" Shaw – bass (1985) - Mick Harris – trống (1985–1991) - Jim Whitely – bass (1986–1987) - Frank Healy – guitar (1987) - Bill Steer – guitar (1987–1989) - Lee Dorrian – vocals (1987–1989) - Jesse Pintado – guitar (1989–2004; died 2006) - Phil Vane – vocals (1996–1997; died 2011) |